# Azuré de la phaque
Agriades orbitulus · Azuré alpin, Argus azur
Espèce
L’Azuré de la phaque (Agriades orbitulus) est une espèce de lépidoptères (papillons) de la famille des Lycaenidae et de la sous-famille des Polyommatinae.

## Noms vernaculaires

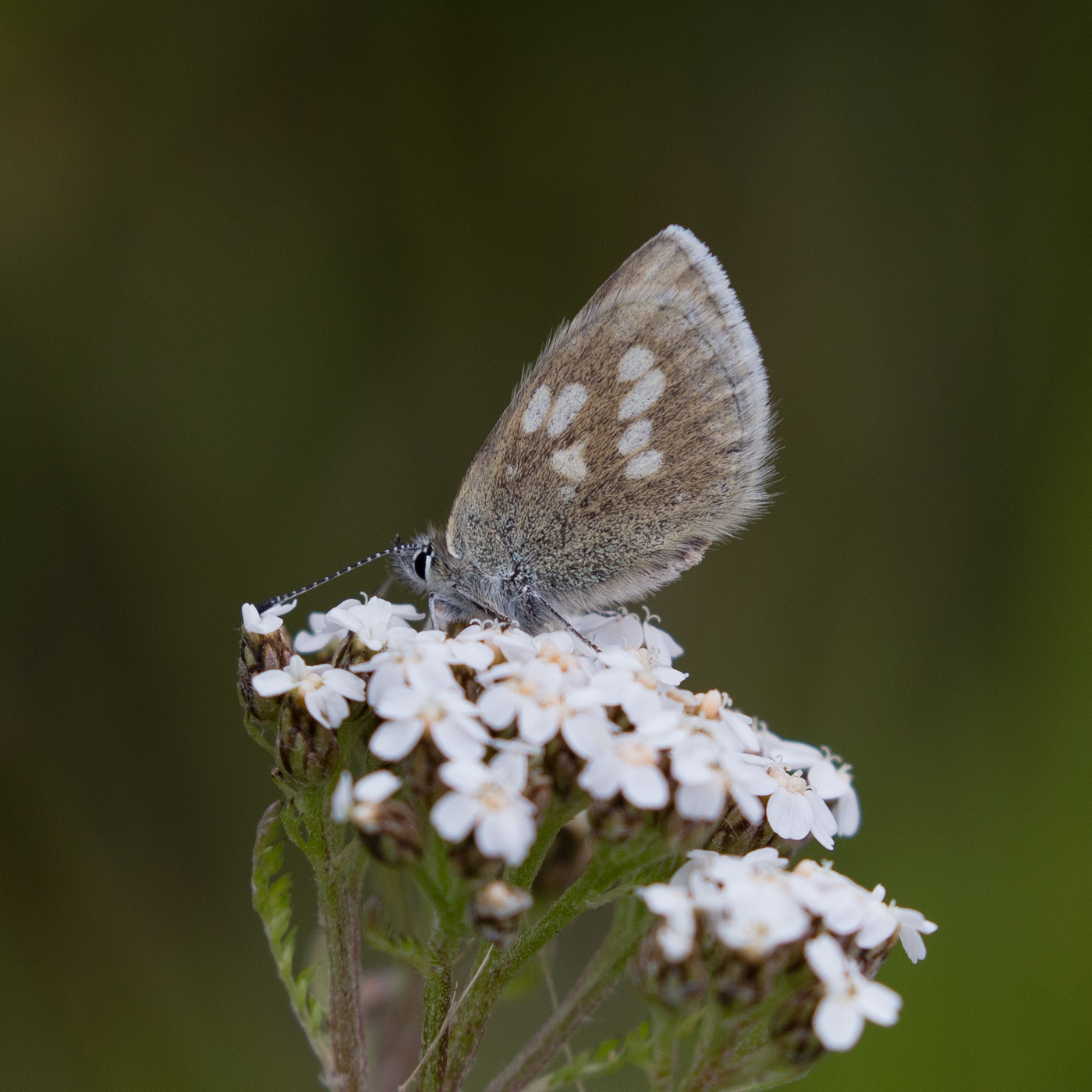
Revers des ailes.

- En français : l’Azuré de la phaque, l’Azuré alpin, l’Argus azur[1].
- En anglais : alpine argus.
- En allemand : Heller Alpenbläuling.
- En néerlandais : Alpenblauwtje.
- En suédois : Fjällvickerblåvinge.

## Description
L'imago d’Agriades orbitulus est un petit papillon qui présente un net dimorphisme sexuel : le dessus du mâle est bleu foncé bordé d'une ligne blanche, celui de la femelle est marron bordé de la même ligne blanche.
Le revers est beige suffusé de bleu aux postérieures, les ailes antérieures sont ornées d'une ligne de points noirs et les postérieures d'une ligne submarginale de taches blanches.

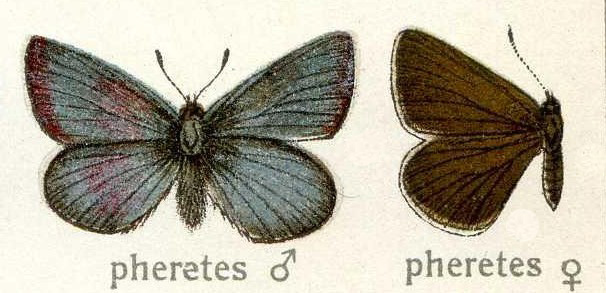
Dessus du mâle et de la femelle.
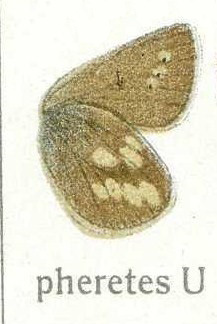
Revers.

### Espèce ressemblante
Les femelles d’Agriades glandon glandon et d’Agriades orbitulus orbitulus peuvent être confondues dans les Alpes, et celles d’Agriades glandon aquillo et d’Agriades orbitulus orbitulus en Fennoscandinavie arctique.

## Biologie

### Période de vol et hivernation
Il vole en une génération de juin à juillet. Il hiverne à l'état de chenille.

### Plantes-hôtes
Ses plantes-hôtes sont Astragalus alpinus et Astragalus frigidus.

## Distribution et biotopes
L'espèce est présente en l'Europe dans les Alpes, en Norvège et en Suède, dans l'Oural, et dans le centre et l'Est de l'Asie.
En France, elle est présente dans sept départements des Alpes.

### Biotopes
L’Azuré de la phaque est inféodé aux alpages humides et aux prairies alpines.

## Systématique
L’espèce Agriades orbitulus a été décrite par l'entomologiste italien Leonardo De Prunner en 1798, sous le nom initial de Papilio orbitulus,.
Synonymes : 
- Papilio orbitulus Prunner, 1798 — protonyme
- Papilio meleager Hübner, [1800-1803]
- Papilio atys Hübner, [1803-1804]
- Papilio pheretes Hoffmannsegg, 1804
- Papilio pheretes Hübner, [1805-1806]
- Albulina orbitulus (Prunner, 1798)
- Plebejus orbitulus (Prunner, 1798)

### Sous-espèces
Plusieurs sous-espèces ont été décrites :
- Agriades orbitulus orbitulus (Prunner, 1798) — Alpes, Norvège, Oural.
- Agriades orbitulus luxurians (Forster, 1940) — Yunnan.
- Agriades orbitulus lobbichleri (Forster, 1961) — Népal.
- Agriades orbitulus tatsienluica (Oberthür, 1910) — Tibet.
- Agriades orbitulus major (Evans, 1915) — Tibet.
- Agriades orbitulus pheretimus (Staudinger, 1892) — Nord de la Chine, Est de la Russie.
- Agriades orbitulus sajana (Rühl, 1895) — monts Saïan, Altaï.
- Agriades orbitulus tyrone (Forster, 1940) — Gansu.
- Agriades orbitulus shanxiensis Murayama, 1983 — Nord de la Chine.
- Agriades orbitulus tibetana (D'Abrera, 1993) — Tibet.
- Agriades orbitulus qinlingensis (Wang, 1998) — Chine.
- Agriades orbitulus demulaensis (Huang, 2001) — Tibet.
- Agriades orbitulus dongdalaensis (Huang, 2001) — Tibet.
- Agriades orbitulus litangensis (Huang, 2001) — Sichuan.
- Agriades orbitulus jugnei (Churkin, 2004) — Mongolie.

## Protection
Pas de statut de protection particulier[réf. souhaitée].